# Lieja-Bastoña-Lieja 1958
La Lieja-Bastogne-Lieja 1958 fue la 44.ª edición de la clásica ciclista Lieja-Bastoña-Lieja. La carrera se disputó el domingo 27 de abril de 1958, sobre un recorrido de 246 km. El vencedor final fue el belga Alfred De Bruyne (Carpano) que consiguió su segundo triunfo en esta carrera por delante de sus compatriotas Jan Zagers (Dr. Mann-Libertas) y Joseph Theuns (Dossche Sport), segundo y tercero respectivamente. 

## Clasificación final
| Posición | Ciclista              | Equipo              | Tiempo   |
| -------- | --------------------- | ------------------- | -------- |
| 1        | Alfred De Bruyne      | Carpano             | 6h56'00" |
| 2        | Jan Zagers            | Dr. Mann-Libertas   | s.t.     |
| 3        | Joseph Theuns         | Dossche Sport       | s.t.     |
| 4        | Alfons Van Den Brande | Dr. Mann-Libertas   | s.t.     |
| 5        | Raymond Impanis       | Elvé-Peugeot-Marvan | a 40"    |
| 6        | René Van Meenen       | Splendor            | s.t.     |
| 7        | Marcel Ernzer         | Faema               | s.t.     |
| 8        | Claude Colette        | Peugeot             | a 42"    |
| 9        | André Vlayen          | Ghigi-Coppi         | s.t.     |
| 10       | Rik Van Looy          | Faema               | a 1'10"  |